# Lê Văn Phươc
Lê Văn Phươc (* 15. Oktober 1929) ist ein ehemaliger südvietnamesischer Radrennfahrer.

## Sportliche Laufbahn
Lê Văn Phươc war im Straßenradsport und im Bahnradsport aktiv. Er war Teilnehmer der Olympischen Sommerspiele 1952 in Helsinki.
Im Straßenrennen schied er aus. Südvietnam kam mit Châu Phươc Vình, Nguyễn Đức Hiền, Lê Văn Phươc und Lưu Quần auch nicht in die Mannschaftswertung, da drei Fahrer des Teams ausgeschieden waren.
Vier Jahre später in Melbourne startete er bei den Spielen im Sprint. Er war in seinem Vorlauf gegen Dick Ploog ausgeschieden.
Er gehörte zu den ersten Sportlern aus Vietnam, die an Olympischen Spielen teilnahmen.